# Walter Burkhard (Jurist)
Walter Burkhard, auch Burkhard-Pahud (* 8. September 1910; † 1. April 2004), war ein Schweizer Jurist.

## Leben
Burkhard promovierte 1934 an der Universität Basel in Rechtswissenschaft. Von 1939 bis 1942 war er Leiter der Politischen Polizei. 1942 wechselte er in die Staatsanwaltschaft des Kantons Basel-Stadt. 1955 wurde er Staatsanwalt. Ab 1956 war er Chef des Kriminalkommissariats. 1973 wurde Burkhard zum Ersten Staatsanwalt ernannt.

## Werke
- Die gesetzlichen Grundeigentumsbeschränkungen nach Baselstädtischem Recht. Dissertation, Universität Basel, 1934.